# Tunen (jezik)
Tunen jezik (banen, banend, nenni nyo’o, penin, penyin; ISO 639-3: baz), južnobantoidni jezik podskupine mbam, kojim govori 35 300 ljudi (1982 SIL) u kamerunskim regijama Center i Littoral. Pripada mu nekoliko dijalekata: eling (alinga, tuling), itundu, logananga, ndogbang, ndokbiakat, ndoktuna, ni nyo’o (nyo’on, nyokon, fung) i mese (paningesen, ninguessen, sese).
Piše se na latinici. Različit je od jezika Pinyin [pny]

## Vanjske poveznice
- Ethnologue (14th)
- Ethnologue (15th)